# Bodibilding
Bôdibílding (angleško bodybuilding, body »telo« + building »gradnja«) je šport, katerega namen je vplivati na izgled telesa s treningom, ustrezno prehrano in počitkom.

## Slovenske ustreznice
Na slovenskem jezikovnem portalu Fran.si so bile predlagane slovenske ustreznice za izraz angleškega izvora bodibilding oz. bodybuilding, med najuspešnejšimi besedami pa so mišičenje, telogradnja in telogradba (po zgledu telovadbe).

## Razvoj
Začetki bodibildinga segajo v 19. stoletje, takrat je bil ideal simetrično, atletsko grajeno telo, kot so ga častili v antični Grčiji, nato pa je šel razvoj k vse večjemu poudarku na mišični masi.

## Tekmovalni bodibilding
Pri tekmovalnem bodibildingu obstaja več kategorij, katerih osnova sta višina in teža tekmovalcev. Na tekmi sodniki ocenjujejo tekmovalce po naslednjih kriterijih:
- masa,
- definicija,
- proporcija,
- simetrija in
- nastop na odru.

Priprava na tekmovanje je sestavljena iz »off season« obdobja, ki traja večino leta. V tem času se bodibilderji posvečajo predvsem pridobivanju mišične mase, nato pa nekaj mesecev pred tekmovanjem sledi faza, katere namen je zmanjšati delež telesne maščobe na minimum, zadnji dan pred tekmovanjem se iz telesa izloči tudi voda, z namenom doseči maksimalno dober videz na odru.

## Trening
Trening poteka na trenažerjih in prostih utežeh, njegov namen pa je obremeniti posamezno mišico do te mere, da bo stimulirana njena rast.

## Prehrana
Za rast in obnovo mišic je izrednega pomena pravilna prehrana. Potrebno je zaužiti dovolj kalorij, razmerje med beljakovinami, ogljikovimi hidrati in maščobami pa mora biti ustrezno. Dnevni vnos hrane mora biti razdeljen na več manjših obrokov (5 – 7 dnevno), saj se s tem pospešuje metabolizem, olajša absorpcija hranil in vzdržuje stalna raven krvnega sladkorja.

### Beljakovine
Poseben poudarek je na beljakovinah, saj so le te v največji meri odgovorne za rast in obnovo mišičja. Priporočila glede potrebne količine beljakovin so precej deljena in se gibljejo med 2 do 4 grame na kilogram telesne teže. Večinoma naj bi bile izbrane iz živalskih virov, saj imajo le ti popolno aminokislinsko sestavo. Zadostna količina zaužitih beljakovin je najbolj pomembna po treningu, saj je takrat sinteza beljakovin na vrhuncu.

### Ogljikovi hidrati
Ogljikovi hidrati služijo za energijo pri napornih treningih in so prav tako pomembni za regeneracijo. Potrebno je uživati predvsem kompleksne ogljikove hidrate, saj le ti omogočajo postopno sproščanje energije in s tem stalni nivo sladkorja v krvi. Enostavne ogljikove hidrate se uživa le po treningu, ko je treba čim prej napolniti energijske zaloge in stimulirati sintezo beljakovin. 
Enostavni ogljikovi hidrati po treningu so nujni, saj sprožijo inzulinski odziv, inzulin pa deluje kot transporter, ki prenaša aminokisline v mišične celice. Poleg tega je inzulin tudi zelo koristen v kombinaciji z ghjem (ki se sprošča po intenzivnem treningu), saj čez par ur nastane najbrž najbolj anabolni hormon v telesu, to je IGF1.

### Maščobe
Uživati je treba predvsem nenasičene maščobe, saj so potrebne za hormonalno ravnovesje telesa, normalno delovanje celic, omogočajo topnost nekaterih vitaminov in vzdržujejo telesno temperaturo. Glavni viri maščob so hladno stiskana rastlinska olja, različna semena in oreščki in ribje olje.

### Dodatki k prehrani
Bodibilderji pogosto uporabljajo prehranske dodatke, saj je z vsakdanjo prehrano včasih težko zagotoviti vse snovi, ki jih telo potrebuje. Pogosto se dodaja beljakovinske koncentrate v prahu, multivitaminske preparate, maščobne kisline omega-3, kreatin in različne aminokisline (razvejane aminokisline, glutamin).

## Počitek
Ustrezen počitek po treningu je nujno potreben za napredek v tem športu, saj se mišice obnavlajo in gradijo v tem času. Prav tako je pomembna zadostna količina spanja.